# Petrogale coenensis
Petrogale coenensis is een zoogdier uit de familie van de kangoeroes (Macropodidae). De wetenschappelijke naam van de soort werd voor het eerst geldig gepubliceerd door Eldridge & Close in 1992. Deze soort behoort tot een groep van zeven sterk op elkaar lijkende rotskangoeroes in Oost-Queensland, die vrijwel alleen te onderscheiden zijn door chromosomale of genetische gegevens.

## Uiterlijke kenmerken
De bovenkant is grijsbruin, de onderkant lichtgrijs tot geelbruin. Over de flanken loopt een witte of geelbruine streep, met daarvoor, achter de armen, een donkere vlek. Op de wangen is ook een lichte streep te zien; het deel van de kop daarboven is donker. De ledematen en zijn vrij licht van kleur, maar de vingers zijn zwart. De staart is lang en rond. Het karyotype bedraagt 2n=22. Op het submetacentrische chromosoom 4 na zijn alle autosomen acrocentrisch. In onderstaande tabel zijn de maten van deze soort opgenomen.
| Maat                   | Mannetjes   | Vrouwtjes |
| ---------------------- | ----------- | --------- |
| Lengte kop (mm)        | 120,0       | 105,6     |
| Lengte oor (mm)        | 58          | 54,0      |
| Lengte arm (mm)        | 100,0       | 83,8      |
| Lengte achterpoot (mm) | 190,0-210,0 | 197,0     |
| Lengte voet (mm)       | 152,0-155,0 | 134,4     |
| Kop-romplengte (mm)    | 540-565     | 440       |
| Lengte staart (mm)     | 500-540     | 470       |
| Gewicht (kg)           | 5,0         | 4,2       |

## Verspreiding
De soort komt voor in Oost-Queensland, op het Kaap York-schiereiland van de Pascoe River tot de Musgrave River.

## Leefwijze
Deze soort is voornamelijk 's nachts actief; overdag vindt het dier beschutting in rotsspleten of grotten. Net als andere rotskangoeroes uit Queensland kan deze soort ook in bomen klimmen. Hij eet allerlei planten.